# گرفورد (تگزاس)
گرفورد، تگزاس(به انگلیسی: Graford, Texas) شهری در ایالت تگزاس از ایالات جنوبی ایالات متحده آمریکا است. در سرشماری سال ۲۰۰۰، جمعیت این شهر ۵۷۸ نفر اعلام شد.